# 부슈뒤론주의 캉통
프랑스 부슈뒤론주에는 총 29개의 캉통이 속해 있다. 2015년 3월 행정구역 총개편으로 인해 현재는 다음과 같이 설치되어 있다.
- 액상프로방스 1
- 액상프로방스 2
- 알로슈
- 아를
- 오바뉴
- 베르레탕
- 샤토르나르
- 라쇼타
- 가르단
- 이스트르
- 마리냔
- 마르세유 1
- 마르세유 2
- 마르세유 3
- 마르세유 4
- 마르세유 5
- 마르세유 6
- 마르세유 7
- 마르세유 8
- 마르세유 9
- 마르세유 10
- 마르세유 11
- 마르세유 12
- 마르티그
- 펠리산
- 살롱드프로방스 1
- 살롱드프로방스 2
- 트레
- 비트롤